# سلطان پور ماجرا
شهر سلطان پور ماجرا (به انگلیسی: Sultan Pur Majra) با جمعیت ۲۱۹٫۳۸۶ نفر در ایالت ناحیه هم‌پیوسته دهلی در کشور هند واقع شده‌است.